# Remetelórév
Remetelórév (románul Lorău) község Romániában, Bihar megyében, Élesdtől délkeletre, közúton 31 kilométerre. 1919-ig és 1941–1944 között Magyarországhoz, Bihar vármegye Élesdi járásához tartozott, 1956-tól Barátka társközsége.

## Fekvése
Remetelórév a Király-erdő északkeleti peremén, a Sebes-Körös mentén, a Boj-patak torkolatánál (Valea Boiului) található.

## Története
A település első írásos említése 1406-ból ismert (Lorew), amikor a solyomkői uradalom részeként sorolták fel. A 19. században már döntően román lakossága volt a Lore~Lóre, a század végétől Lóró néven ismert falunak. 1890-től Lóró-Ponor-Remec néven közigazgatásilag egy települést alkotott Körösponorral és Jádremetével. 1941–1944 között hivatalosan a Köröslóró nevet viselte az immár ismét önálló település.
Lóró lélekszáma 1910-ben – Jádremetével és Körösponorral együtt – 3143 fő volt (95,0% román, 3,6% magyar, 1,0% német). 1930-ban 812 lakost számláltak össze az újra önállósult faluban (97,3% román, 1,2% zsidó, 0,7% magyar). A népességszám a 20. század során folyamatosan csökkent, 2002-ben csupán 503 főt tett ki (96,6% román, 3,0% cigány, 0,4% magyar). 2002-ben a lakosság 86,0%-a ortodox, 10,9%-a pünkösdista felekezetű volt.